# Palladium Riga
El Palladium Riga és una sala de concerts i antic cinema a Riga, Letònia. Es troba al carrer Marijas 21, i es va obrir com una sala de concerts de música el 28 de setembre de 2011. La seva capacitat és de 1600 a 2000 persones. Utilitza el lloc de l'antic cinema «Palladium», que va funcionar entre el 1913 i el 2002.

## Història

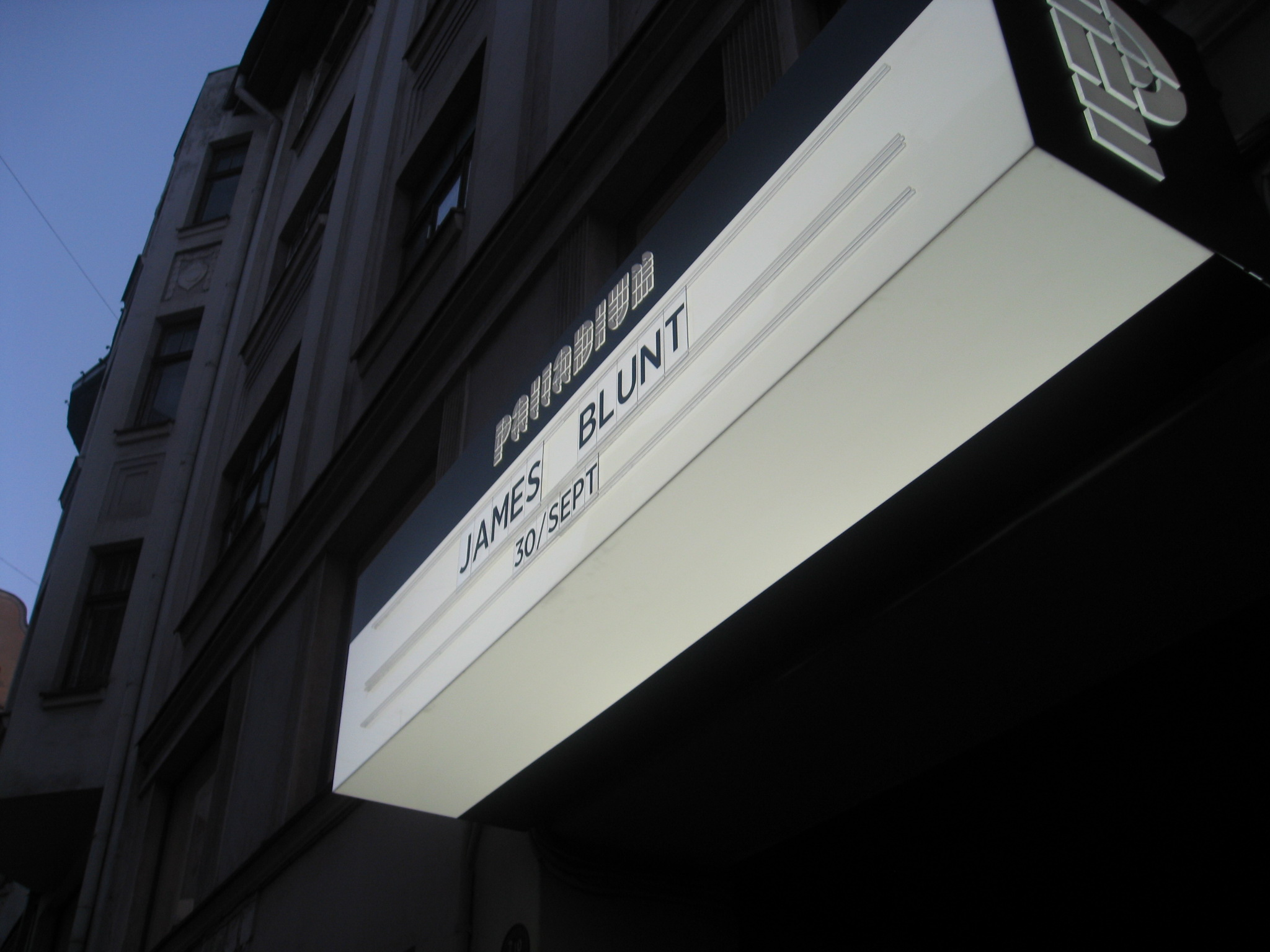
Entrada del Palladium amb la presentació del concert de James Blunt.

El cinema «Palladium» es va establir el 1913, als baixos d'una antiga casa d'habitatges. Era el cinema més gran de Riga amb un disseny futurista amb cafeteria i, excepcionalment per a l'època, un ampli saló per a la projecció de pel·lícules. La sala va estrenar les últimes pel·lícules, i sempre hi havia cua per aconseguir les entrades. El 1994 es va privatitzar l'empresa i va tancar a la fi de 2001. Al voltant de 2006, va començar la construcció d'una ambiciosa discoteca, però no va aconseguir la seva obertura.
La nova sala destinada a concerts conserva el nom de l'antic cinema, així com l'antic teatre de forma rodona, i dos nivells de balcons renovats per als espectadors. Va obrir les portes el 28 de setembre de 2011 i els primers artistes que van actuar van ser James Blunt, el grup islandès FM Belfast, la banda anglesa de rock Kaiser Chiefs i la cantant i compositora britànica Anna Calvi.